# 内田勝正
内田 勝正（、1944年〈昭和19年〉9月19日 - 2020年〈令和2年〉1月31日）は、日本の俳優。本名は同じ。別名義：内田 昌宏（1978年頃に使用）。
千葉県野田市出身。浪曼劇場、竹内事務所を経て、エ・ネストに所属していた。既婚。

## 来歴・人物
1967年に青山学院大学を卒業。在学中はESSに参加し、英語劇を上演していた。卒業後の1968年、劇団四季を経て、三島由紀夫を中心とする劇団「浪曼劇場」の結成に参加。中村伸郎、中山仁、勝部演之、川合伸旺らとともに、劇団の中心俳優として舞台に立つ。三島には目をかけられ、舞台『サロメ』ではヨカナーン役に抜擢されるが、三島の死後、劇団は解散。以後はテレビ・映画を中心に活躍する。
苦み走った顔立ちと渋い声により主に刑事ドラマ・時代劇の名悪役として知られており、テレビ時代劇『水戸黄門』ではゲスト最多の68回出演。悪役への転機は1972年の『木枯し紋次郎』第1シリーズへの出演がきっかけである。第11話で渡世人を演じたのが市川崑に注目され、市川が演出した最終話（第18話）「流れ舟は帰らず」に再度、敵役として出演。以後、悪役としての出演依頼が多くなった。悪役としては厳つい表情に冷徹な口調などで、首謀者から参謀役、（主に若い頃は）手下まで幅広くこなす。その一方で、TBSドラマ「隣の未亡人」（主演：二宮さよ子）では、一見、悪役と思わせながら、実は主人公の再婚相手である雑誌編集者の役（二宮演じる主人公は作家）を演じたことや、子供向け番組「怪人二十面相」では事実上の主人公である二十面相を演じた。
日本俳優連合副理事長として俳優の権利向上・生活向上にも尽力した。
特技は乗馬、英会話、スクーバダイビング。趣味はゴルフ、麻雀、モダンバレエ。
2020年1月31日16時33分、肝臓がんのため、東京都内の病院で死去。75歳没。晩年は亡くなる10年前に胃がんの手術を受け、術後は小康状態の中で仕事を続けてきたが、2019年には体調が悪化し入退院を繰り返していたという。本人の希望により同年2月2日に家族葬が営まれた。

## 出演

### テレビドラマ
- 三匹の侍 第6シリーズ 第4話「さらば愛しき女よ」（1968年、CX） - 浪人
- 特別機動捜査隊 第400話「警察官」（1969年、東映 / NET） - 飯岡
- 遠山の金さん捕物帳（東映 / NET）
  - 第2話「吹矢場にいた女」（1970年） - 仁吾
  - 第166話「仇花を咲かせた男」（1973年）
- 大忠臣蔵 第7話「大いなる決断」（1971年、三船プロ / NET） - 五条竜太
- 鬼平犯科帳 第2シリーズ 第16話「掻掘のおけい」（1972年、NET / 東宝） - 甚蔵
- 木枯し紋次郎（C.A.L / CX）
  - 第1シーズン（1972年）
    - 第11話「龍胆は夕映えに降った」 - 喜連川の八蔵
    - 第18話「流れ舟は帰らず」 - 鬼の十兵衛

  - 第2シーズン 第10話「飛んで火に入る相州路」（1973年） - 村上一角
- 新・木枯し紋次郎 第10話「鴉が三羽の身代金」（1977年、12ch / C.A.L） - 越前の鬼
- シークレット部隊 第21話「花笠祭りに消えた金塊」（1972年、大映テレビ / TBS）
- ワイルド7 第10話「卐・コンテナ」（1972年、国際放映 / NTV） - 丈田
- 新諸国物語 笛吹童子（1972年、大映テレビ / TBS） - 朽木半蔵
- 大岡越前（C.A.L / TBS）
  - 第3部（1972年）
    - 第10話「江戸のごみ」 - 吉兵衛
    - 第16話「殺しの長脇差」 - 中神の定吉

  - 第4部 第10話「大江戸無法地帯」（1974年12月9日） - 助五郎
  - 第5部 第18話「長屋住いの御奉行様」（1978年6月5日） - 神崎五郎次
  - 第6部 第32話「越前への挑戦状」（1982年10月11日） - 武田上総介
  - 第7部 第9話「天下一品意地くらべ」（1983年6月20日） - 鬼柳兵庫
  - 第8部 第5話「十手が消えた女風呂」（1984年8月20日） - 巳之吉
  - 第10部 第10話「命を賭けた悲哀の捕縄」（1988年5月2日） - 倉田十四郎
  - 第11部 第14話「お奉行様は用心棒」（1990年7月23日） - 安藤右京
  - 第12部 第19話「情けに泣いた老義賊」（1992年2月24日） - 亥助
  - 第13部 第1話、第2話「世継ぎを狙う卍の謎」（1992年11月16、23日） - 鴫七
  - 第14部 第7話「復讐果たす怒りの十手」（1996年7月29日） - 丑三
  - 第15部 第3話「狙われた花嫁」（1998年9月7日） - むささびの金五郎
- 二人の素浪人 第12話「対決!仕込み刀殺法」（1972年、CX / 東映） - 荒川重五郎
- 火曜日の女シリーズ・男と女と（1973年、NTV / 国際放映） - 遠井真弓（演：范文雀）の兄
- 太陽にほえろ!（東宝 / NTV）
  - 第39話「帰って来た裏切者」（1973年） - 西田
  - 第61話「別れは白いハンカチで」（1973年） - 土井
  - 第223話「あせり」（1976年） - 黒田
  - 第411話「長さんが人を撃った」（1980年） - 黒川和博
  - 第638話「危険なふたり」（1985年） - 広崎
  - 太陽にほえろ!PART2 第2話「探偵物語」（1986年） - 朝倉盛雄
- 非情のライセンス（東映 / NET→ANB）
  - 第1シリーズ
    - 第6話「兇悪の目」（1973年） - 北村刑事
    - 第47話「兇悪の顔」（1974年） - ドス健

  - 第2シリーズ
    - 第28話「兇悪の生証人」（1975年） - 西山
    - 第69話「兇悪の妻の座」（1976年） - 岩堀

  - 第3シリーズ 第18話「兇悪の眼・キャリアウーマン殺人事件」（1980年） - 高木
- 必殺シリーズ（松竹 / ABC）
  - 必殺仕置人 第4話「人間のクズやお払い」（1973年） - 猪太郎
  - 助け人走る
    - 第4話「島抜大海原」（1973年） - 定吉
    - 第17話「探索大成功」（1974年） - 次助
    - 第33話「忠誠大心外」（1974年） - 石坂

  - 必殺仕置屋稼業 第21話「一筆啓上逆夢が見えた」（1975年） - 勘助
  - 必殺仕業人 第18話「あんたこの手口をどう思う」（1976年） - 嘉七
  - 必殺からくり人 第5話「粗大ゴミは闇夜にどうぞ」（1976年） - やくざ政吉
  - 新・必殺仕置人 第21話「質草無用」（1977年） - 三次
  - 江戸プロフェッショナル 必殺商売人 第15話「証人に迫る脅しの証言無用」（1978年） - 東吉
  - 必殺からくり人・富嶽百景殺し旅 第4話「神奈川沖浪裏」（1978年） - 亥之助
  - 翔べ! 必殺うらごろし 第10話「女は子供を他人の腹に移して死んだ」（1979年） - 沢井久四郎
  - 必殺仕事人 第1話「主水の浮気は成功するのか?」（1979年） - 重次郎
  - 新・必殺仕事人
    - 第6話「主水喧嘩の仲裁する」（1981年） - 五十松
    - 第40話「主水ケチに感心する」（1982年） - 用心棒・藤巻甚九郎

  - 必殺渡し人 第3話「大元締の前で渡します」（1983年） - 影の男
  - 必殺仕切人 第15話「もしも珍発明展が開かれたら」（1984年） - 倉田
  - 必殺仕事人V 第14話「主水、上役の田中と出張する」（1985年） - 雲井
  - 必殺仕事人V・激闘編 第21話「せんとりつ、酔って暴れる」（1986年） - 香川屋
  - 必殺まっしぐら! 第3話「相手は壇ノ浦の亡霊」（1986年） - 弥左衛門
  - 必殺仕事人V・風雲竜虎編 第18話「身代わり大名悪人討ち!」（1987年） - 室田意次
- 旅人異三郎 第9話「二つの心が木曽路に誓った」（1973年、三船プロ / 12ch）
- 荒野の用心棒 第25話「廃墟の宿に母恋唄が聞えて…」（1973年、三船プロ / NET） - 山上ノ又蔵
- ダイヤモンド・アイ 第6話「ライコウ、絶体絶命!」（1973年、東宝 / NET） - ドリル
- 狼・無頼控（1973年、大映テレビ / MBS）
  - 第8話「恐怖の夜叉面」
  - 第11話「（秘）浮世絵地獄」
- 水戸黄門（C.A.L / TBS）
  - 第4部（1973年）
    - 第19話「七人の暗殺者 -三戸-」 - 天草一郎太
    - 第31話「仇討無用-日光-」 - やくざ

  - 第5部（1974年）
    - 第9話「黒い奉書紙 -福井-」 - 尾山
    - 第24話「二人の御老公 -佐賀-」 - 八戸宗助

  - 第6部 第17話「若君替玉作戦 -松山-」（1975年7月21日） - 村上一角
  - 第7部 第2話「姫君はにせ者 -福島-」（1976年5月31日） - 田代三郎太
  - 第8部
    - 第14話「飛竜の火祭り -新宮-」（1977年10月17日） - 荻原重四郎
    - 第26話「うぐいす春風剣 -中津-」（1978年1月9日） - 佐田源八郎
    - 第28話「愛の奇蹟 -宮崎-」（1978年1月23日） - 川辺茂十郎

  - 第9部 第17話「越前めおと奉書 -福井-」（1978年11月27日） - 鳥居塚三郎
  - 第10部（1979年）[注釈 1]
    - 第13話「罠にはまった男 -水口-」 - 森川伊三郎
    - 第19話「恋しきひとの琴 -犬山-」 - 藤堂亮之介

  - 第11部（1980年）
    - 第3話「悲願を賭けた砲術くらべ -米沢-」 - 五十嵐権内
    - 第17話「親不孝トンテンカン -三条-」 - 稲葉重矩

  - 第13部 第4話「欲望渦巻く金山地獄 -三島-」（1982年11月8日） - 横山五平太
  - 第14部 第37話「野望を断った天下の名刀 -高松-」（1984年7月9日） - 青山玄真
  - 第15部（1985年）
    - 第5話「闇を斬る! 怪傑白頭巾 -宇和島-」 - 原田弥惣次
    - 第33話「わしは天下の占い師 -小諸-」 - 正善坊

  - 第16部（1986年）
    - 第13話「想い叶えた愛の組紐 -膳所-」 - 森下与太夫
    - 第27話「陰謀暴いた男の友情 -久保田-」 - 八森重太夫

  - 第17部 第1話 - 第9話 （1987年） - 黒谷の道鬼
  - 第18部 第14話「泣き笑い助太刀志願 -小浜-」（1988年12月12日） - 土門権九郎
  - 第19部（1990年）
    - 第15話「陰謀暴く天狗面 -新発田-」 - 佐山十内
    - 第26話「仇討ち小諸馬子唄 -小諸-」 - 津崎陣内

  - 第20部
    - 第2話「水晶守った怒りの十手 -甲府-」（1990年10月29日） - 鬼源太
    - 第22話「酔いどれ幸助涙の仇討ち -鹿児島-」（1991年4月8日） - 田坂甚十郎

  - 第21部（1992年）
    - 第1話「悪鬼が巣食う岡崎城 -水戸・岡崎-」 - 青竜
    - 第23話「母の秘密は卍の入れ墨 -敦賀-」 - 伊平次

  - 第22部 第1話 - 第10話（1993年） - 竜神坊
  - 第23部 第31話「格さんは夫の敵 -丸亀-」（1995年3月13日） - 湊屋弥五郎
  - かげろう忍法帖（1995年）
    - 第2話「鬼蜘蛛の恐怖 -上田-」 - 鬼蜘蛛の幻斎
    - 第14話「紬の里の鴉退治 -飯田-」 - 普陀落の鬼十

  - 第24部
    - 第2話「狙われた箱根の献上湯 -箱根-」（1995年9月18日） - 荒神屋
    - 第22話「冤罪晴らす復讐の刃 -敦賀-」（1996年2月19日） - 岩井軍太夫
    - 第27話「一陽来復米沢の春 -米沢-」（1996年4月1日） - 鎌谷強右衛門

  - 第25部 第14話「飛猿が恋をした -岡山-」（1997年3月31日） - 加瀬庄太夫
  - 第26部 第2話「涙の母の祝唄 -高野-」（1998年2月16日） - 荒坂武太夫
  - 第27部 第16話「黄門様を探した娘 -久保田-」（1999年7月5日） - 飯山角兵衛
  - 第28部 第21話「意地と涙の人形芝居 -淡路-」（2000年8月7日） - 唐崎藤兵衛
  - 第29部 第16話「葵の御紋の名推理 -松本-」（2001年7月16日） - 浅倉左馬之介
  - 第30部 第6話「酔いどれ親父の北国に春・盛岡」（2002年2月11日）- 石橋外記
  - 第31部 第15話「俺たち日本一の用心棒 -龍野-」（2003年2月3日） - 水野六郎左衛門
  - 第32部 第14話「浪花娘の母恋一直線 -二本松-」（2003年11月17日） - 荒木田監物
  - 1000回記念スペシャル（2003年12月15日） - 山下民部
  - 第33部 第1話「将軍を狙った男 -駿府-」（2004年4月12日） - 森岡頼母
  - 第34部（2005年）
    - 第7話「愛馬が教えた親孝行 -遠野-」 - 長部小十郎
    - 第20話「恐怖の吊り天井　-宇都宮・江戸-」 - 梶川紋三郎

  - 第35部 第7話「悪代官と十人の盗賊 -八女-」（2005年11月21日） - 森岡伊十郎
  - ナショナル劇場50周年記念スペシャル（2006年3月13日） - 奥野将監
  - 第38部 第16話「太鼓叩きゃ出るホコリ -諏訪-」（2008年5月5日） - 真鍋多聞
  - 第39部 第13話「強い女房に弓ひくな! -都城-」（2009年1月19日） - 新見主膳
  - 第40部 第19話「恋しい父は悪の手先!? -島田-」（2009年12月14日） - 堂崎勘造
  - 第43部 第15話「助さん格さん大喧嘩!! -下田-」（2011年10月31日） - 江森仙之進
  - 水戸黄門 (BS-TBS版)第1シリーズ(第44部) 第4話「悪をしら弥治郎こけし -白石-」（2017年10月25日）　- 森下与太夫
- 唖侍 鬼一法眼 第13話「黒髪地獄」（1974年、勝プロ / NTV） - 傷のある男
- 荒野の素浪人 第2シーズン 第12話「鬼火の谷」（1974年、三船プロ / NET） - 役人・坂田
- 八州犯科帳 第8話「色地蔵に濡れた女」（1974年、CX / C.A.L） - 長井伝八郎
- バーディ大作戦 第3話「ギャング対Gメン 盗聴作戦」（1974年、東映 / TBS） - 早崎
- おしどり右京捕物車 第11話「変（かわる）」（1974年、松竹 / ABC） - 銀六
- 白い牙 第15話「昼下がりの訪問者」（1974年、大映テレビ / NTV）
- ザ・ボディガード 第25話「明日に別れの弾丸を」（1974年、東映 / NET） - ドミンゴ
- 大江戸捜査網（三船プロ / 12ch）
  - 第140話「謎の連続誘拐事件」（1974年） - 伝次
  - 第151話「死を呼んだ花火地獄」（1974年） - 樋口
  - 第158話「さまよえる暗殺集団」（1974年） - 二階堂
  - 第204話「替え玉脱獄作戦」（1975年） - 松井
  - 第229話「雪に舞う女必殺剣!」（1976年） - 北村兵馬
  - 第331話「大雪原の決闘!」（1978年） - 三郎左[注釈 1]
  - 第366話「十手は囮の免許状」（1978年） - 中島平之進
  - 第383話「女風呂殺人事件」（1979年） - 岡田清之助
  - 第411話「牢獄に秘めた父娘の真実」（1979年） - 津上要之進
  - 第467話「二人の夫をもつ花嫁」（1980年） - 田島庄之助
  - 第499話「隠密対殺し屋 地獄の決斗」（1981年） - 長岡半太夫
  - 第512話「稲妻お竜の旅立ち」（1981年） - 松田
  - 第523話「危機一発 貝になった娘」（1981年） - 佐倉庄之助
  - 第538話「妖艶女風呂殺し針」（1982年） - 辰造
  - 第563話「さらば友よ 傷だらけの挽歌」（1982年） - 天馬一真
  - 第579話「艶花一輪 闇を濡らす赤い殺意」（1983年） - 達三
  - 第600話「女殺し八王子千人軍団の謎」（1983年） - 川井左馬之助
  - 第624話「悪夢に泣く少年の叫び!」（1983年） - 中上仙之助
  - 新 大江戸捜査網 第1話「激闘! 御成敗書が闇に舞う」（1984年、ヴァンフィル） - 伝兵衛
  - 平成版 第1シリーズ 第12話「死を呼ぶ剣鬼!父子に迫る邪悪剣」（1991年） - 富岡一刀斉
- 座頭市物語 第15話「めんない鴉の祭り唄」（1975年、勝プロ / CX）
- 破れ傘刀舟 悪人狩り（三船プロ / NET）
  - 第17話「他人の顔」（1975年） - 仙崎四郎太
  - 第61話「さむらい無情」（1975年） - 秋沢伊三郎
  - 第117話「二度死んだ男」（1976年） - 伝十郎
- 剣と風と子守唄（1975年、三船プロ / NTV）
  - 第9話「やっこ武士道」 - 勝浦藩士・石山
  - 第21話「女郎集団脱走」 - 矢頭仙十郎
- 影同心シリーズ（1975年、東映 / MBS）
  - 影同心 第17話「二つ枕の殺し節」 - 一色隼人
  - 影同心II 第9話「山茶花一輪武士の首」 - 江森十五郎
- 長崎犯科帳 第17話「復讐に賭けた姉妹」（1975年、ユニオン映画 / NTV） - 民蔵
- 新宿警察 第6話「純情無頼」（1975年、東映 / CX） - 丸山
- 銭形平次（東映 / CX）
  - 第501話「卍蜘蛛」（1975年）- 宇三郎
  - 第586話「壺振りのお駒」（1977年） - 石原伊織
  - 第642話「こころの叫び」（1978年） - 辰次郎  ※内田昌宏名義
  - 第724話「猫の毛」（1980年） - 上総屋宗兵ヱ
  - 第732話「浮かれ男が落ちた罠」（1980年）
  - 第757話「見かえり坂慕情」（1981年） - 猪三郎
- 燃える捜査網 第4話「お前はお前 俺は俺」（1975年、東映 / NET） - 大和田
- はぐれ刑事 第13話「冬よ、せめて、美しくあれ」（1975年、国際放映 / NTV） - 北川勇二　※最終回
- 江戸を斬るシリーズ（C.A.L / TBS）
  - 江戸を斬るII 第7話「じゃじゃ馬姫の恋」（1975年） - 杉野弥平次
  - 江戸を斬るIII 第12話「殴られた水戸烈公」（1977年） - 岩上軍太夫
  - 江戸を斬るIV 第22話「渡る世間に鬼はなし」（1978年） - 玉川主膳  ※内田昌宏名義
  - 江戸を斬るV
    - 第1話「江戸を斬る」（1980年） - 北上弥十郎
    - 第26話「花火に散つた老中暗殺」（1980年） - 水上仙十郎  ※内田昌宏名義

  - 江戸を斬るVI
    - 第3話「雛祭りの夜の恐怖」（1981年） - 玄次
    - 第28話「おゆき誘拐・危機一髪」（1981年） - 田代孫六

  - 江戸を斬るVII 第8話「邪剣断った白頭巾」（1987年） - 佐々木伊十郎
- プレイガールQ　第63話「女ごろし裸の手配師」（1976年、東映 / 12ch） - 清次
- 大非常線 第10話「高山刑事死す」（1976年、東映 / NET）
- 遠山の金さん （NET / 東映）
  - 第1シリーズ（1976年）
    - 第14話「一番纏に命を張れ!!」
    - 第27話「花の廓の闇に咲け!!」
    - 第50話「血染めの姉妹簪」

  - 第2シリーズ 第17話「待ちぼうけの女」 （1979年） - 宇三郎　 ※内田昌宏名義
- 隠し目付参上 第2話「吉原は燃えているか」（1976年、三船プロ / MBS） - 助三
- お耳役秘帳 第8話「俺がやらなきゃ誰がやる」（1976年、KTV） - 清助
- ベルサイユのトラック姐ちゃん 第8話「拳銃はやわ肌がお好き」（1976年、東映 / NET） - 沖中組幹部
- 子連れ狼 第3部 第13話「胸底の月」（1976年、ユニオン映画 / NTV） - 岩部但馬
- 人魚亭異聞 無法街の素浪人 第15話「愛と死のバラード」（1976年、三船プロ / NET） - 勝野健三
- いろはの"い" 第13話「仲人」（1976年、東宝 / NTV） - 黒姫興業幹部・秋月
- コードナンバー108 7人のリブ 第13話「友情（こころ）よ、永遠に!」（1976年、KTV / 宣弘社） - 白木
- 華麗なる刑事 第22話「嘘つき幸ちゃんの憧れ」（1977年、CX / 東宝）
- 怪人二十面相（1977年、大映テレビ / CX） - 怪人二十面相
- 気まぐれ天使 第30話「蒸発のブルース」（1977年、ユニオン映画 / NTV） - キミコの亭主
- 破れ奉行（1977年、中村プロ / ANB）
  - 第9話「暗黒街のふたり」 - 政吉
  - 第29話「裏切りの暗黒街」 - 辰吉
- Gメンシリーズ（TBS）
  - Gメン'75（東映）
    - 第118話「黒人兵カービン銃乱射事件」（1977年） - 戸村公彦
    - 第160話「国外逃亡者」（1978年） - ジョージ戸倉のマシンクルー
    - 第201話、第202話「Gメン対香港カラテ軍団（PART1、2）」（1979年） - 宗宝山[注釈 1]
    - 第256話「死体に呼ばれた女刑事」（1980年） - 今井大造
    - 第307話、第308話「新Gメンの罠は金髪ヌード死体（PART1、2）」（1981年） - 遊佐

  - Gメン'82（1982年、近藤照男プロ）
    - 第2話「アイドル歌手トリック殺人」 - 室谷
    - 第9話「車椅子の女」 - 中井
- 大都会シリーズ（石原プロ / NTV）
  - 大都会 PARTII 第24話「刑事無情」（1977年） - 浅井健
  - 大都会 PARTIII 第21話「東京私設警察」（1979年） - 月野[注釈 1]
- 桃太郎侍（東映 / NTV）
  - 第49話「男いちずの灯が消えた!」（1977年） - 富蔵
  - 第64話「さよならだけが人生だ!」（1977年） - 死神の半次
  - 第113話「つばめに届いた紙風船」（1978年） - 米倉の用人[注釈 1]
  - 第126話「看板娘を狙う鬼」（1979年） - 島次[注釈 1]
  - 第144話「幇間涙あり!」（1979年） - 梶山元勝
  - 第170話「お化け長屋の花魁道中」（1980年） - 金子又十郎
  - 第221話「どうぞお縄を…」（1981年） - 森脇監物
  - 第250話「桃太郎一家の迷狂言」（1981年） - 藤波監物
- 人形佐七捕物帳 第34話「逆夢を買った女」（1977年、ANB / 東映） - 猿の伝次
- 新五捕物帳 第28話「駒形あわれ流し笛」（1978年、ユニオン映画 / NTV） - 血のりの松五郎[注釈 1]
- 暴れん坊将軍（東映 / ANB）
  - 吉宗評判記 暴れん坊将軍
    - 第10話「花開く目安箱」（1978年） - 新藤三鬼
    - 第26話「朝寝朝酒で出世した男」（1978年） - 甚九郎
    - 第71話「日本一の名づけ親」（1979年） - 真田陣十郎
    - 第82話「天女のようなガキ大将」（1979年） - 山根玄蕃頭
    - 第166話「鈴に誓った前髪剣法」（1981年） - 塚原頼母
    - 第182話「据膳喰う奴喰わぬ奴」（1981年） - 山形玄蕃

  - 暴れん坊将軍II
    - 第1話「一番神輿が俺を呼ぶ!」（1983年） - 片倉
    - 第45話「いかさま奉行の鴨ネギ音頭!」（1984年） - 青山備中守
    - 第67話「男ひでりの花板修行!」（1984年） - 九条金麿
    - 第98話「あゝ憎まれて五十年!」（1985年） - 大場甚内
    - 第126話「吉宗狙撃! 消えたお庭番」（1985年） - 林武太夫
    - 第157話「悲しい嘘に惚れた奴!」（1986年） - 銀次
    - 第191話「大暴れ! しばし名残りの二人旅」（1987年） - 猪又右門

  - 暴れん坊将軍III
    - 第20話「からくり盗っ人街道」（1988年） - 木鼠三次
    - 第39話「帰ってきた風小僧」（1988年） - 庄司弥八郎
    - 第61話「淡雪に祈りの恋奉公!」（1989年） - 佐貫
    - 第92話「誰がために母は泣く!」（1989年） - 松岡軍平
    - 第107話「みちのく夫婦しぐれ!」（1990年） - 大野伝八郎

  - 暴れん坊将軍IV 第2話「いざ成敗! 天下を狙う大泥棒」（1991年） - 魚崎十兵衛
  - 暴れん坊将軍V
    - 第6話「助っ人新さん、お役者仁義!」（1993年） - 井ノ口左門
    - 第34話「潜入! いれずみ湯の風来坊」（1994年） - 遠藤兵十郎

  - 暴れん坊将軍VI
    - 第10話「おいらん高尾太夫の正夢」（1994年） - 松倉帯刀
    - 第34話「俺らの兄貴は上様だ!」（1995年） - 河西与左衛門

  - 暴れん坊将軍VII 第1話「江戸っ子神輿が吉宗を呼ぶ!」（1996年） - 久坂将監
  - 暴れん坊将軍VIII 第22話「うりふたつの女 お茶会に秘められた罠」（1998年） - 高見沢修理
  - 暴れん坊将軍IX 第8話「処刑直前! 赤ん坊を産む女囚」（1998年） - 越智土佐守
  - 暴れん坊将軍X 第4話「隠し子発覚! 陰謀に巻き込まれた女スリ」（2000年） - 黒河能登守
  - 暴れん坊将軍XI 第4話「女医に恋した町奉行」（2001年） - 内藤出雲守
  - 暴れん坊将軍XII 第9話 「江戸に大火事!百発百中!?千里眼の女」（2002年） - 坂部丹波守
- 風鈴捕物帳 第1話・第7話「盗まれた長十手」（1978年、東映 / ANB） - 早坂弥三郎[注釈 1]
- 江戸の渦潮 第2話「爽やかなり! 五月晴れ」（1978年、東宝 / CX）[注釈 1]
- 大追跡  第22話「淳子のミステリー・ゾーン」（1978年、東宝 / NTV） - 片山[注釈 1]
- 大空港 第19話「夕陽の銃撃戦! 幼い恋人が叫ぶ・その人を撃たないで」（1978年、松竹 / CX） - 鎌谷組大幹部[注釈 1]
- 疾風同心 第15話「盛り場の用心棒」（1978年、12ch / C.A.L） - 戸部[注釈 1]
- 同心部屋御用帳 江戸の旋風IV 第16話「仇討ち姉妹」（1979年、CX / 東宝） - 坂上伊右衛門[注釈 1]
- 俺たちは天使だ! 第4話「運が良ければボロもうけ」（1979年、東宝 / NTV） - 竜神会幹部[注釈 1]
- 破れ新九郎 第23話「流転! 夕陽の父子唄」（1979年、中村プロ / ANB） - 真崎哲之介[注釈 1]
- 特捜最前線（1979年、東映 / ANB）
  - 第102話「拳銃哀歌II・狼たちの決算!」 - 小沢（さくら会幹部）
  - 第117話「落ちた手首が喋るとき!」
- 江戸の激斗 第10話「奪われざるもの」（1979年、東宝 / CX） - 土蜘蛛の文治
- 騎馬奉行 第13話「湖底の黄金を探せ!」（1979年、東映 / KTV） - 百姓・太助
- 熱中時代 刑事編 第23話「KO強盗と放火魔」（1979年、NTV） - 熊沢八郎
- 赤穂浪士（1979年、東映 / ANB） - 相沢新之助
- 長七郎天下ご免!（テレビ朝日）
  - 第8話「無情!江戸に散る花」（1979年） - 源太
  - 第61話「恋女房江戸っ子花火」（1981年） - 脇坂豊後守
  - 第80話「裏切り、花街なみだ糸」（1981年） - 鳥居若狭守
- ザ・スーパーガール 第44話「夜の手配師・女は月曜に嘘をつく」（1980年、東映 / 12ch） - 三好(三好組組長)
- 鉄道公安官 第35話「ちびっこ大捜査線!」（1980年、東映 / ANB） - 田村勝
- 雪姫隠密道中記（1980年、S.H.P. / MBS） - 檜垣鉄心
- ミラクルガール 第4話「女が欲望に賭けるとき」（1980年、12ch / 東映)
- 大激闘マッドポリス'80 第4話「切り札は黒いクイーン」（1980年、東映 / NTV）
- 江戸の用心棒 第17話「妻の脅迫者」（1981年、東宝 / 映像京都 / CX） - 深沢
- 西部警察シリーズ（ANB / 石原プロ）
  - 西部警察
    - 第98話「ショットガン・フォーメーション」（1981年） - 前田（新陽青年同盟隊・隊長）
    - 第113話「狙撃手、大門」（1982年） - 吉田一夫

  - 西部警察 PART-II（1982年）
    - 第6話「あいつは予言者」 - クラブ「コスタデルソール」支配人
    - 第18話「広島市街パニック!!」 - 土倉

  - 西部警察 PART-III
    - 第1話「強行着陸!!」（1983年） - 五十嵐洋二
    - 第50話「爆発5秒前! 琵琶湖の対決 -大阪・大津篇-」（1984年） - 坂本ジロウ
- 斬り捨て御免!（歌舞伎座テレビ / TX）
  - 第2シリーズ 第15話「幽鬼が狙った瓦版」（1981年） - 物部堂馬
  - 第3シリーズ 第14話「生き地獄 女悪鬼の棲む館」（1982年） - 宇津木監物
- 幻之介世直し帖 第8話「はやぶさ襲う死神軍団」（1981年、国際放映 / NTV）
- 噂の刑事トミーとマツ 第2シリーズ 第7話「トミマツふらふら! ジャズダンスに潜入」（1982年、TBS / 大映テレビ）- 黒姫組幹部
- 文吾捕物帳 第15話「かわいい女」（1982年、三船プロ / ANB）
- 竜馬がゆく（1982年、TX） - 吉村寅太郎
- ザ・ハングマンシリーズ（松竹芸能 / ABC）
  - ザ・ハングマンII 第8話「女子高生ラブホテル殺人事件」（1982年） - 江崎
  - ザ・ハングマン4 第13話「強盗ガードマンを人間パチンコではじく!」（1984年） - 根室部長（大星警備システム警備部）
  - ザ・ハングマンV 第15話「悪徳医師にエイズ患者? が作られていく!」（1986年） - 柏木五郎（パラダイス産業社長）
  - ザ・ハングマン6 第3話「胃袋パンクまで水を飲ませろ!」（1987年） - 原沢達夫（原沢商事社長）
  - ハングマンGOGO 第7話「罠におちて 原宿宝石店襲撃!」（1987年） - 小宮（元商社マン）
- 土曜ワイド劇場
  - 「超高層ホテル殺人事件」（1982年、EX / 東映） - 大沢秀博
  - 炎の警備隊長・五十嵐杜夫8（2010年、FINE / ABC）
- 柳生十兵衛あばれ旅 第10話「くノ一の赤い唇」（1982年、東映 / ANB） - 大道寺鉄幹
- 遠山の金さん（東映 / ANB）
  - 第1シリーズ
    - 第37話「炎の女! 死ぬのは奴らだ」（1982年） - 仁兵衛
    - 第47話「悪女おらんの甘い罠!」（1983年） - 銀次郎
    - 第99話「悪女に恋したモテモテ早田彦十郎!」（1984年） - 市蔵

  - 第2シリーズ
    - 第4話「匕首殺人・芸者小照の天国に結ぶ恋!」（1985年） - 秋山九兵衛
    - 第23話「さらば愛しき夫よ!」（1986年） - 長五郎
- 松平右近事件帳（NTV）
  - 第14話「打ち首千両」（1982年）- 川田新兵衛
  - 第41話「ろくでなしの恩返し」（1982年）- 配下・木村
- 新・松平右近（1983年、NTV）第7話「瞼の父の子守唄」- 田代新兵衛
- 大河ドラマ（NHK）
  - 徳川家康（1983年） - 榊原康政（壮年期以降）
  - 信長 KING OF ZIPANGU（1992年）- 朝山日乗
- 眠狂四郎無頼控（1983年、TX）
  - 第5話「妖刃殺法! 美女肌からくり将棋」
  - 第16話「怪奇! 妖刀に呪われた女」 - 今川頼母
- 大奥 第33話「吉宗と肝っ玉母さん」、第34話「陽気な未亡人」（1983年、東映 / KTV） - 島本義十郎
- 流れ星佐吉 第7話「刺青をした大姐御」（1984年、松竹 / KTV）
- 長七郎江戸日記（ユニオン映画 / NTV）
  - 第1シリーズ
    - 第29話「黄色いカラス」（1984年） - 佐久間
    - 第35話「さむらい瓦版」（1984年） - 野々宮半蔵
    - 第55話「春のつむじ風」（1985年） - 芦田勘兵衛
    - 第92話「望郷子守唄」（1986年） - 平戸屋藤八

  - 第2シリーズ
    - 第1話「散るが命か、寒椿」（1988年） - 半田
    - 第21話「友情の命燃やして」（1988年） - 片平九十郎
    - 第38話「天女が舞った夜」（1989年） - 太田黒兵部
    - スペシャル6「最後の挑戦・さらば長七郎」（1989年） - 影の十三

  - 第3シリーズ
    - 第10話「若後家には御用心」（1990年） - 坂崎甚内
    - 第15話「辰が惚れた女」（1991年） - 水野内膳
- 弐十手物語 最終話「越前誘拐! 三十一文字の謎」（1984年、東映 / CX）
- 禁じられたマリコ（1985年、東宝/TBS） - 吉岡
- 暴れ九庵 第25話「桜色、もっと彩に」（1985年、東宝 / KTV） - 常磐の辰
- 特命刑事ザ・コップ 第10話「死色い粉を押えろ!」（1985年、テレキャスト / ABC）
- 誇りの報酬 第1話「命令違反が刑事の勲章」（1985年、東宝 / NTV） - 小田源治
- 銭形平次 （1987年、ユニオン映画 / NTV）
  - 第1話「刑場の花嫁」 - 黒崎伝八郎
  - スペシャル2「十手への道」
  - 第35話「八五郎勝負!」
- あぶない刑事 第21話「決着」（1987年、セントラル・アーツ / NTV） - 倉橋忠男
- スケバン刑事III 少女忍法帖伝奇 第33話「引き裂かれた三姉妹 唯は妹じゃない!」（1987年、東映 / CX） - 人妖
- 若大将天下ご免! 第29話「往け! 結城小太郎もう一人」（1987年、東映 / ANB） - 佐久良一角
- あきれた刑事 第1話「悪人志願」（1987年、セントラル・アーツ / NTV）
- ニュータウン仮分署（1988年、国際放映 / ANB） - 東多摩警察署庶務課・梅木勇巡査長
- 名奉行 遠山の金さん（東映 / ANB）
  - 第1シリーズ 第22話「花の吉原 遊女斬り」（1988年） - 梅川春雪
  - 第2シリーズ 第21話「花火が見ていた悪の顔」（1989年） - 村瀬左近
  - 第3シリーズ 第4話「夫を売った女の秘密」（1990年） - 今井織部正
  - 第4シリーズ 第15話「覗かれた砂絵の女」（1992年） - 大滝軍兵衛
  - 第5シリーズ 第1話「桜吹雪が泣いた!」（1993年） - 岩見内膳
  - 第6シリーズ 第14話「殴られた金さん」（1994年） - 黒田出雲
  - 第8シリーズ（金さんVS女ねずみ）第2話「将軍は見た! 遠山桜」（1998年） - 犬塚外記
- 華の別れ（1989年、THK / アオイスタジオ） - デザイナー・滝沢
- 三匹が斬る! シリーズ（東映 / ANB）
  - 続・三匹が斬る! 第13話「母恋の、お世継ぎ様と修羅の旅」（1989年） - 公儀隠密
  - 続続・三匹が斬る! 第9話「まぼろしの、父が恋しい夢芝居」（1990年） - 岩崎九郎兵衛
  - また又・三匹が斬る! 第16話「偽三匹、どんでん返しの離れ業」（1991年） - 松坂
  - リニューアル版 第5話「出たぞ!山賊!! 湯気の中 箱根八里で鬼退治!?」（2002年）
- 勝手にしやがれ ヘイ!ブラザー 第18話（1990年、セントラル・アーツ / NTV） - 久松政雄
- 参上! 天空剣士（1990年、松竹 / TX） - 物上蔵人
- 樅ノ木は残った（1990年、ユニオン映画 / NTV） - 渡辺金兵衛
- 天と地と〜黎明編（1990年、ニュー・センチュリー・プロデューサーズ / NTV） - 長尾俊景
- 八百八町夢日記（ユニオン映画 / NTV）
  - 第1シリーズ（1990年）
    - 第16話「次郎吉を愛した女」 -牛若の寅蔵
    - 第32話「信玄谷の忍び花」 - 陣場多門

  - 第2シリーズ 第8話「うわさの伊達男」（1991年） - 矢代民部
- 付き馬屋おえん事件帳（松竹 / TX）
  - 第1シリーズ 第6話「江戸の黒い霧けじめつけさせて貰います」（1990年） - 八百蔵
  - 第2シリーズ 第12話「吉原を潰せ!」（1993年） - 鳥居甲斐守
- 妖艶時代劇スペシャル / 女忍かげろう組（1990年、NTV / オフィス・ヘンミ） - 不知火玄蕃
- あばれ八州御用旅（ユニオン映画 / TX）
  - 第1シリーズ 第6話「用心棒の目に涙 哀れ母子の絆」（1990年） - 佐々木監物
  - 第2シリーズ 第22話「旅人平八郎 怒りの賭場荒らし」（1991年） - 巴屋虎五郎
- 刑事貴族 第16話「その時、愛を抱いて逝った」（1990年、東宝 / NTV）
- 女無宿人 半身のお紺 第3話「お紺まいります」（1991年、C.A.L / TX） - 榊原新之介
- 江戸中町奉行所 第2シリーズ 第2話「夫婦喧嘩を犬が食った」（1992年、松竹 / TX）
- 銭形平次（東映 / CX）
  - 第2シリーズ 第10話「まぼろしの女」（1992年） - 島田一角
  - 第4シリーズ 第13話「真昼の悪夢」（1994年） - 又蔵
- 喧嘩屋右近 第1シリーズ 第1話「よろずもめごと買入れ候」（1992年、松竹 / TX）
- 鬼平犯科帳 第4シリーズ 第1話「討ち入り市兵衛」（1992年、松竹 / CX） - 壁川の源内
- 金曜エンタテイメント / 松本清張の異変街道（1993年、CX） - 鹿谷伊織
- 将軍家光忍び旅II 第11話「復讐を誓うかりそめの親娘」（1992-1993年、東映 / ANB） - 長谷部主膳
- 殿さま風来坊隠れ旅 第15話「初恋探し・宗太郎おんな道中」（1994年、東映 / ANB） - 篠崎外記
- あばれ医者嵐山 第3話「あばずれ純情伝」（1995年、ユニオン映画 / TX）
- 江戸の用心棒 第27話「春一番!江戸っ子娘」（1995年、ユニオン映画 / NTV） - 片桐右京
- 月曜ドラマスペシャル / 一色京太郎事件ノート 祇園花見小路殺人事件（1995年、TBS） - 高須伸夫
- 南町奉行事件帖 怒れ!求馬 第1話「両国橋に駒が飛ぶ」（1997年、C.A.L / TBS） - 柴原平蔵
- 南町奉行事件帖 怒れ!求馬II 第8話「変装大作戦」 （1999年、C.A.L / TBS） - 岡部図書
- 御家人斬九郎 第4シリーズ 第7話「武者修行」（1999年、CX / 映像京都） - 藤井左馬之助
- 八丁堀の七人 （東映 / ANB）
  - 第1シリーズ 第1話「人情同心が走る! 謎が謎呼ぶだるま凧!?」（2000年） - 盗賊・閻魔の重吉
  - 第2シリーズ 第6話「容疑者は息子!?放火魔を追うグズ同心!」（2001年） - 大原玄斉
  - 第3シリーズ 第8話「捨て身の人質救出! 愛する女を守れ!!」（2002年） - 寺崎文五
  - 第5シリーズ 第1話（SP）「美人女将が仕組んだ罠!悲しい過去が殺意を招く」（2004年） - 黒蝮の佐平次
  - 第6シリーズ 第7話「火傷顔の男!生きていた反逆者!?」（2005年） - 堀伊賀守
- おばさん会長・紫の犯罪清掃日記!ゴミは殺しを知っている4（2003年2月3日、TBS） - 原田雄三
- 火曜サスペンス劇場 / 弁護士・朝日岳之助 第19作「死亡時刻の罠」（2003年、NTV）
- 夜桜お染 第5話「間違えられた男」（2003年11月11日、映像京都 / CX） - 秋葉の銀蔵
- ママは女医さん（2004年、TBS）
- 最後の忠臣蔵（2004年、NHK） - 儒学者・林大学
- 特命!刑事どん亀 第6話「ニセ極秘捜査課」（2006年、テレパック / TBS） - 赤岡泰司
- お江戸吉原事件帖 第4話「迷い込んだ若様」（2007年、C.A.L / TX） - 槻監物
- 密命 寒月霞斬り 第1話「脱藩」・第2話「暗躍」（2008年、C.A.L / TX） - 本間兵衛
- 月曜ゴールデン（TBS）
  - 「駅弁刑事・神保徳之助5」（2011年、Joker） - 郷田圭吾
  - 税務調査官・窓際太郎の事件簿 第23作「京都で見つけた初恋の面影!? 純粋な心を踏みにじる悪党を太郎が斬る!!」（2011年12月19日、Joker） - 高槻拓郎 役
- 大岡越前 第5話「お奉行様の荒療治」（2013年、C.A.L / NHK BSプレミアム） - 佐古善八郎

### 映画
- 女番長（1973年、東映） - 三神
- 狂走セックス族（1973年、東映） - 吉村
- まむしの兄弟 恐喝三億円（1973年、東映） - 東洋交易社員
- 必殺仕掛人 梅安蟻地獄 （1973年、松竹）
- 不良姐御伝 猪の鹿お蝶（1973年、東映） - 加納源太郎
- 女番長 タイマン勝負（1974年、東映） - 磯崎完次
- 衝撃!売春都市（1974年、東映） - 柴田剛
- 唐獅子警察（1974年、東映） - 高坂幸雄
- エスパイ（1974年、東宝） - 巽五郎[12][1]
- けんか空手シリーズ（東映） - 玄
  - けんか空手 極真拳（1975年）
  - けんか空手 極真無頼拳（1975年）
- メカゴジラの逆襲（1975年、東宝） - 村越二郎[12][1][3]
- 若い貴族たち 13階段のマキ（1975年、東映） - ニーナ
- はつ恋（1975年、東宝） - 阿川
- 安藤昇のわが逃亡とSEXの記録（1976年、東映） - 進藤英夫
- ビューティ・ペア 真赤な青春（1977年、東映） - ブラック・ペアのマネージャー
- トラック野郎・一番星北へ帰る（1978年、東映）[注釈 1]
- 野性の証明（1978年、東映）- 金森（大場総業総務部長）[注釈 1]
- 忍者武芸帖 百地三太夫（1980年、東映） - 不知火幻之介
- 夜汽車（1987年、東映） - 撃剣の浜田
- 本気!（1991年、東映） - 木村
- 女飼い（1996年、ビームエンタテインメント） - 梅原成行
- 野獣死すべし（1997年、大映） - 矢島裕介
  - 野獣死すべし 復讐篇（1997年、大映） - 矢島裕介
- 獅子の血脈（2001年、グルーヴコーポレーション） - 秋葉一家総長・秋葉伝蔵
- 極道はクリスチャン/修羅の抗争（2004年、ナック）- 小川勝彦

### Vシネマ
- 極道ステーキIII（1992年、東映ビデオ）
- ROSE 殺戮の女豹（1996年、Vムーヴィ）
- 平成極道伝 阿修羅が斬る! （1997年、東映ビデオ）
- 修羅がゆく9 北海道進攻作戦（2001年、東映ビデオ） - 猪熊商事社長 猪熊源二
- 極道三国志4 最後の博徒/血の抗争（2000年、東映ビデオ） - 戸塚隆
- 浪花の雀刺 勝負（2001年、アンカー・ビュジュアルネットワーク） - 鬼山会 ナベシマの親分さん
- 修羅のみち シリーズ（ナック） - 関西山王組直参大熊組組長 大熊登
  - 修羅のみち9 北九州烈死篇（2004年）
  - 修羅のみち10 九州全面戦争（2004年）
- 新・日本の首領（2005年） - 民自党政調会長 谷岡龍吾
- 新・鯨道 侠魂（2009年） - 三代目浜内組組長 豪徳寺竜雄

### 舞台
- ザ・ミュージックマン（1985年、博品館劇場）
- 双頭の鷲（1999年、PARCO劇場）
- 引っ越し大名（2003年、明治座公演）
- 椿姫（2004年、美輪明宏版） - ヴァルヴィル男爵

### ラジオ
- いとしのオールディーズ（2009年1月30日、NHKラジオ第1放送） - シャンソンやカンツォーネなどの音楽の合間に、大学時代、三島由紀夫と浪漫劇場、悪役論、日本俳優連合での活動について語った。

### バラエティー番組
- クイズ!脳ベルSHOW